# 龐蒂克
龐帝克（英語：Pontiac）是由通用汽車公司生產的汽車品牌，於1926年開始在美國、加拿大以及墨西哥等地銷售。在通用汽車公司的品牌系列中，龐帝克是一款中級品牌。特色是流暢舒適，比較有跑車風味，能以合理的價格享受高性能的駕駛經驗，而廣告策略也吸引到了許多年輕一輩的顧客。2009年，因次贷危机财政受到严重冲击的通用公司为求美国联邦政府援助宣布破产保护，庞蒂克与悍马、绅宝汽车、钍星汽车被宣告为重整后取消品牌。通用汽车于2009年4月27日正式宣布庞蒂克品牌取消，并公开表示所有庞蒂克现存车型于2010年底前全部停产。

## 二戰前的時期

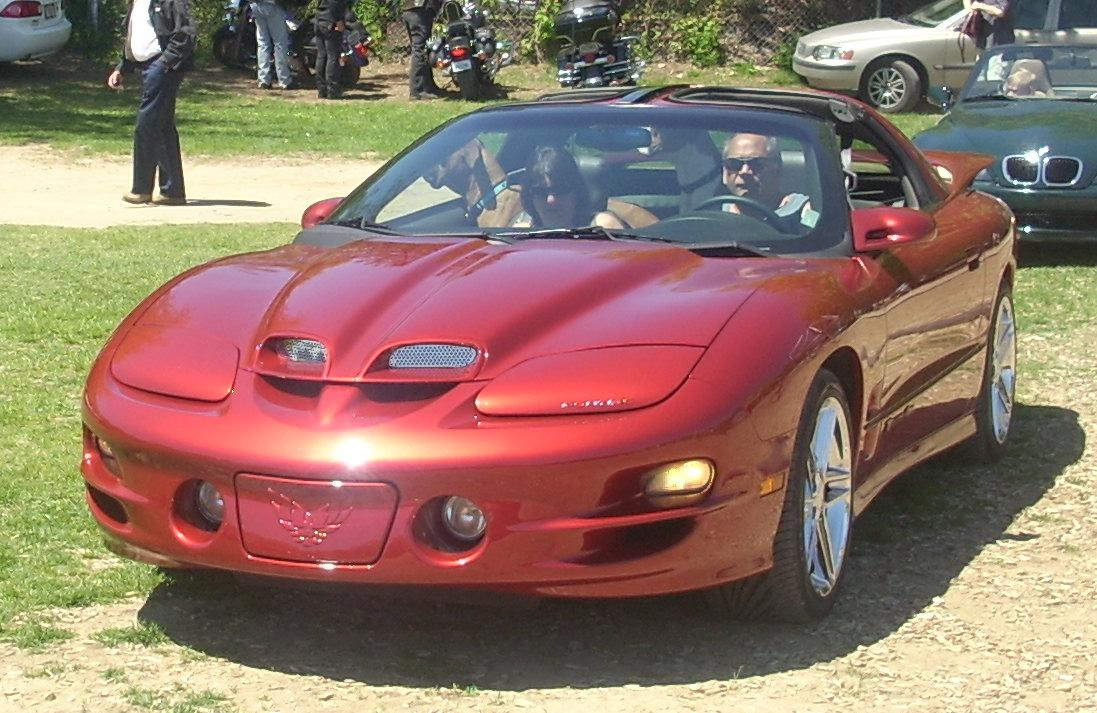
21世紀龐帝克火鳥四代

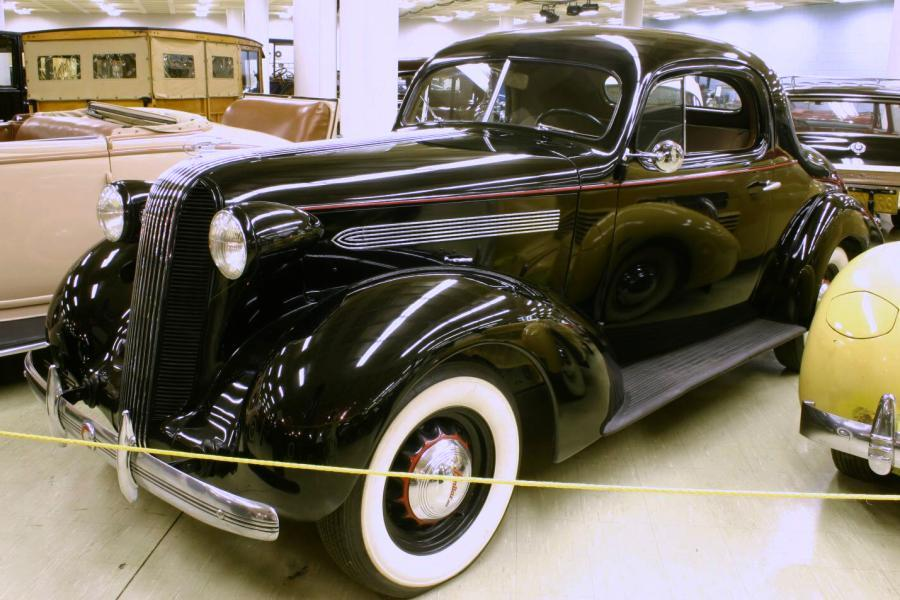
1936年Master Six Coupe

通用汽車公司在1926年，介紹了這款由通用汽車公司奧克蘭生產線所製造的新伙伴。龐帝克這名稱首次使用是命名於通用旗下的《Pontiac Spring & Wagon Works》車廠，並與曾對抗英軍失利的印地安偉大酋長龐帝克有相關連。《奧克蘭汽車公司》與《Pontiac Spring & Wagon Works》車廠於1908年合併，並繼續沿用《奧克蘭汽車公司》的名稱。合併後兩間公司共同於密西根州的龐帝克市運作，為的是設立Cartercar車廠。1909年通用汽車公司買下了《奧克蘭汽車公司》。第一輛通用的龐帝克車款設計，是一款能負擔六汽缸動力但更為便宜的四汽缸裝備。在數個月的行銷推薦之後，龐帝克車款的銷售量超過了《奧克蘭汽車公司》的產品。當龐帝克的銷售量上升時奧克蘭車款的銷售則相對下滑，到1932年時龐帝克超越它的"前輩"成為品牌系列中唯一存活的車款。
在1933年龐帝克開始銷售六汽缸直列引擎的車款，且準備更超前的生產更便宜的八汽缸直列引擎車款。這個任務最後在利用六汽缸雪佛蘭的零件（像是車體）之後終於達成。在1930年代晚期，龐帝克使用了《'torpedo'》這個之前曾用在雪佛蘭且效果良好的別克車體，更引起人們對這個品牌的注意。
在經過一段發展的期間，來到了二次大戰前的50年代初期，此時的龐帝克特色是一款安靜且堅固的車型，但並不特別具有力量。側閥直列的八個汽缸提供此車安靜且順暢運行的功能，搭配上調節適當的懸吊系統與消音器，讓駕駛能在不必花大錢的情況下享受奢華的駕車感受。結合了這些特色也吸引了購車市場的買家們-那些保守的中低階層，對於雪佛蘭的表現與駕馭感並不特別感興趣，想更進一步尋找更好的價格與更寬廣空間的買家們。這款車的行銷正是通用公司的策略，能提供更為富裕的客戶更多不同的選擇。
《Straight 8》（直列8汽缸引擎）的製造比《V8》稍微便宜一些，也因此能更為普及，但也比《V8》更耗油。同時車子的曲軸過長過度的屈曲，這個問題相對限制了《straight 8》的低壓縮力與每分鐘轉數的穩定度。

## 中期

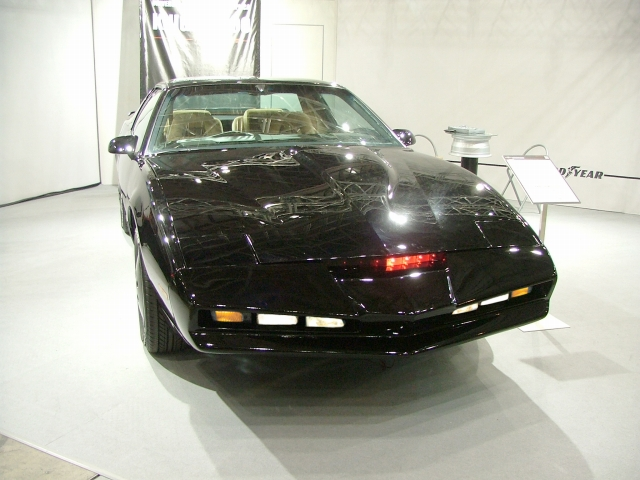
霹靂遊俠中的火鳥

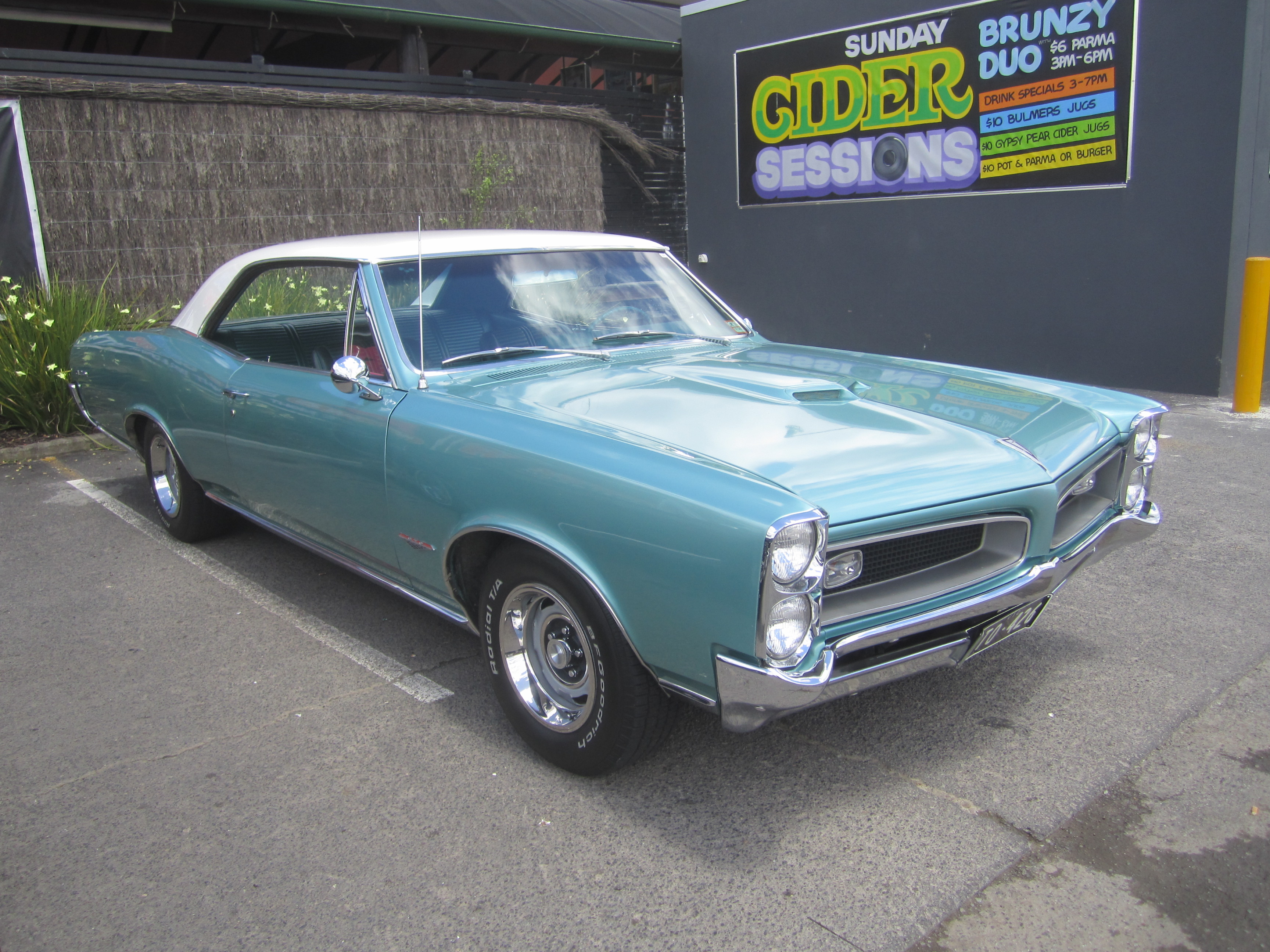
1966年龐蒂克GTO

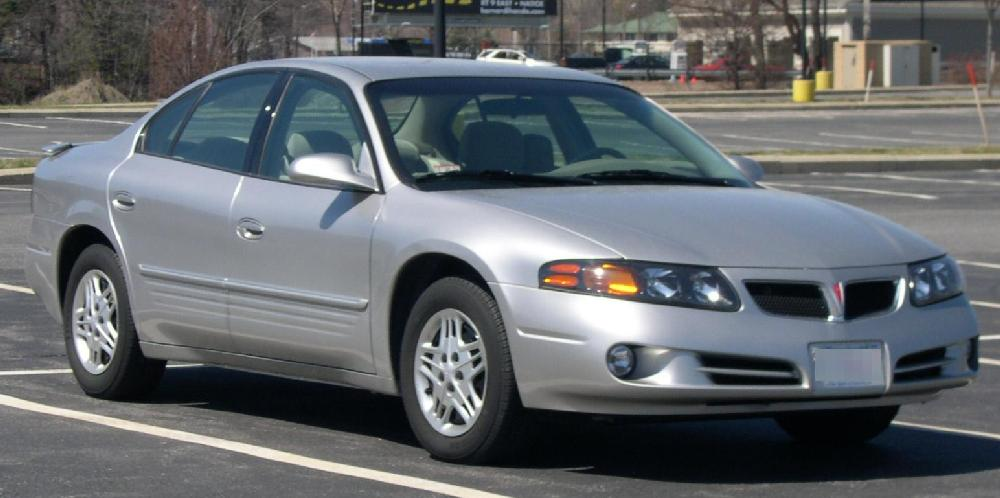
2003龐蒂克Bonneville

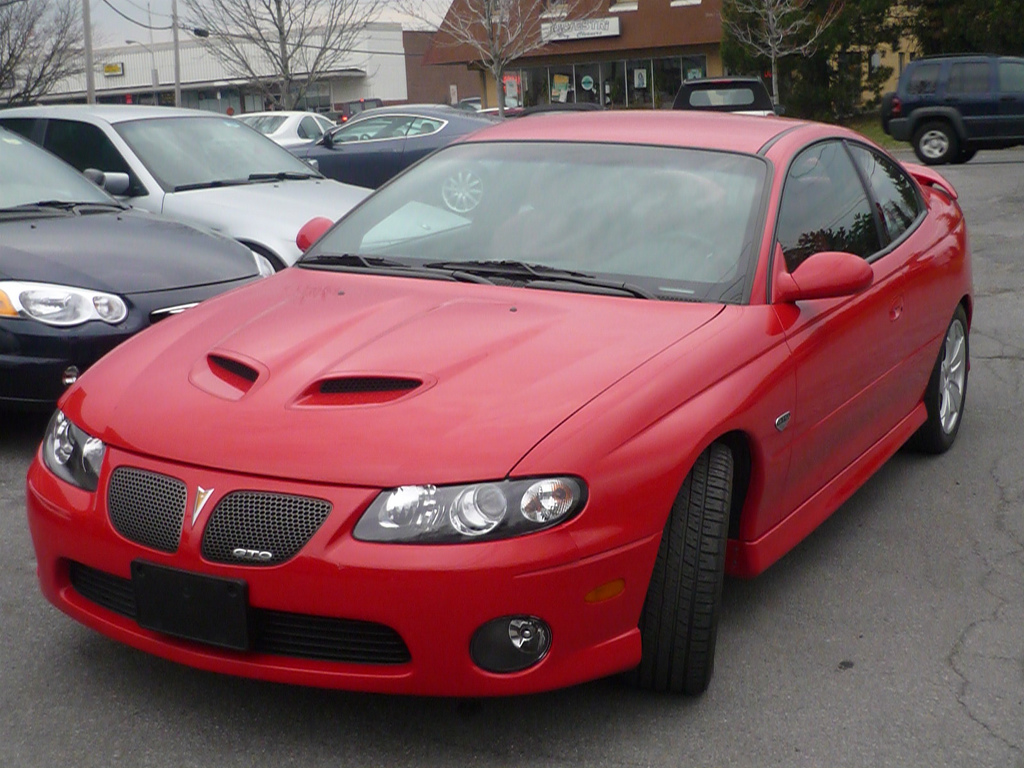
2006年龐蒂克GTO

在這整個時期，龐帝克似乎是迎合大眾路線的一款值得信賴的車子，適合中階收入的中年買家購買。而新崛起的富有青年則對於這個品牌印象不深刻。因此即使是一台值得信賴的車款，但是龐帝克就是沒有辦法擺脫在他們心目中的過時古版印象。
自1946年到1948年，所有龐帝克的型號基本上都是以1942年的款式做極小更動而已。而在1948年亮相的《Hydra-matic》自動變速器，更幫助龐帝克在銷售量有所成長，超越了《Torpedoes》與《Streamliners》。使得這兩款車在成長中的青年市場變的過時。
第一架全新的龐帝克型號在1949年問世。全新設計的款式中，他們在車尾結合了更低車身線條與擋泥板的設計。新款型號出現，全美都在討論著龐帝克的同時，取代了《Torpedo》的《Chieftain》也隨之問世。這是在通用汽車公司的《B-Body》平台下建造而成，比起保守的《Streamliner》來說是更為休閒的款式。在1950年《Catalina》的trim-level以副牌系列的形式問世。

## 後期
1980年代的龐帝克跑車火鳥型（Firebird）成為美國著名影集霹靂遊俠（Knight Rider）中的主角人性化電腦車，名噪一時。80年代中期推出的龐帝克Grand AM經常是美國十大暢銷車之一。1984年的Fiero跑車是福特GT上市前美國唯一量產的中置引擎跑車。1964年經典的Pontiac GTO在電影限制級戰警（XXX）中極出風頭。龐帝克品牌著名總經理DeLorean後來離開通用汽車自創德羅寧汽車公司，生產不鏽鋼車身的跑車DMC-12，也成為電影回到未來的名車。
90年代開始通用汽車大力推廣同平台策略，使得龐帝克漸漸失去自有風格，甚至在2004年奧斯摩比遭到裁撤後完全成了雪佛蘭的貼牌車。2009年，因次貸危機財政受到嚴重衝擊的通用公司為求美國聯邦政府援助宣布破產保護，龐蒂克與悍馬、紳寶汽車、釷星汽車被宣告為重整後取消品牌。通用汽車於2009年4月27日正式宣布龐蒂克品牌取消，並公開表示所有龐蒂克现存車型於2010年底前全部停产，但2009年龐蒂克年銷售量仍賣出15萬1818輛新車。

## 進口台灣市場
龐帝克在台灣上市，是由中聯汽車、正章汽車、國產汽車代理。在80年代-90年代初風靡一時，引進如Grand Am、Sunbird、Grand Prix等車款，甚至還有貿易商引進Fiero、Firebird跑車。但最後因為代理商國產發生股票掏空案，加上日系車與德系車的夾攻下，美國平價車已開始式微，後來於1998年退出台灣市場。